# Infiesto (película)
Infiesto es una película española de suspenso de 2023 escrita y dirigida por Patxi Amezcua y protagonizada por Isak Ferriz e Iria del Río. Se estrenó en Netflix el 3 de febrero de 2023.

## Trama
En marzo de 2020, durante los primeros días del confinamiento por la pandemia de COVID-19 en España, dos inspectores de policía investigan el caso de un secuestro que los lleva hasta una trama mucho más turbia.

## Reparto
- Isak Ferriz como Samuel
- Iria del Río como Castro
- Juan Fernández como el Comisario Basterra
- Ismael Fristchi como Mataperros
- Isabel Naveira como Paz Nogueira
- Ana Villa como Julia
- María Mera como Lidia Vega
- José Manuel Poga como Marquina "El Demonio"
- Luis Zahera como Marquina

## Producción
En noviembre de 2021, se anunció que Vaca Films y Netflix habían dado inicio al rodaje de la película Infiesto en Gijón, Asturias. La película fue escrita y dirigida por Patxi Amezcua, siendo su primer proyecto como director en 10 años, después de 25 kilates en 2009 y Séptimo en 2013. Para el rodaje también se utilizaron otras localizaciones de Galicia, como el Hospital San Rafael o la ermita de San Amaro.

## Lanzamiento
El 17 de enero de 2023, Netflix sacó el tráiler y programó su estreno para el 3 de febrero de 2023.